# Cicloexeno
Cicloexeno (citado também como ciclo-hexeno ou ciclohexeno) é um hidrocarboneto com a fórmula C6H10. Este cicloalqueno é um líquido incolor com um odor penetrante. É um intermediário em vários processos industriais. Cicloexeno não é muito estável sob estocagem por longos períodos com exposição a luz e ao ar porque forma peróxidos.